# Winthrop (Massachusetts)
Pour les articles homonymes, voir Winthrop.
Winthrop est une ville de l’État du Massachusetts, au Nord-Est des États-Unis. La commune compte 17 497 habitants en 2010. La commune se trouve dans la banlieue nord de Boston.

## Personnalités liées à Winthrop
- Sophia Hayden (1868-1953), architecte, y a vécu et y est morte.
- Steven Van Zandt, musicien et acteur, né en 1950 à Winthrop.
- Sylvia Plath (1932-1963), écrivaine poétesse, a vécu à Winthrop.